# Светлая крачка

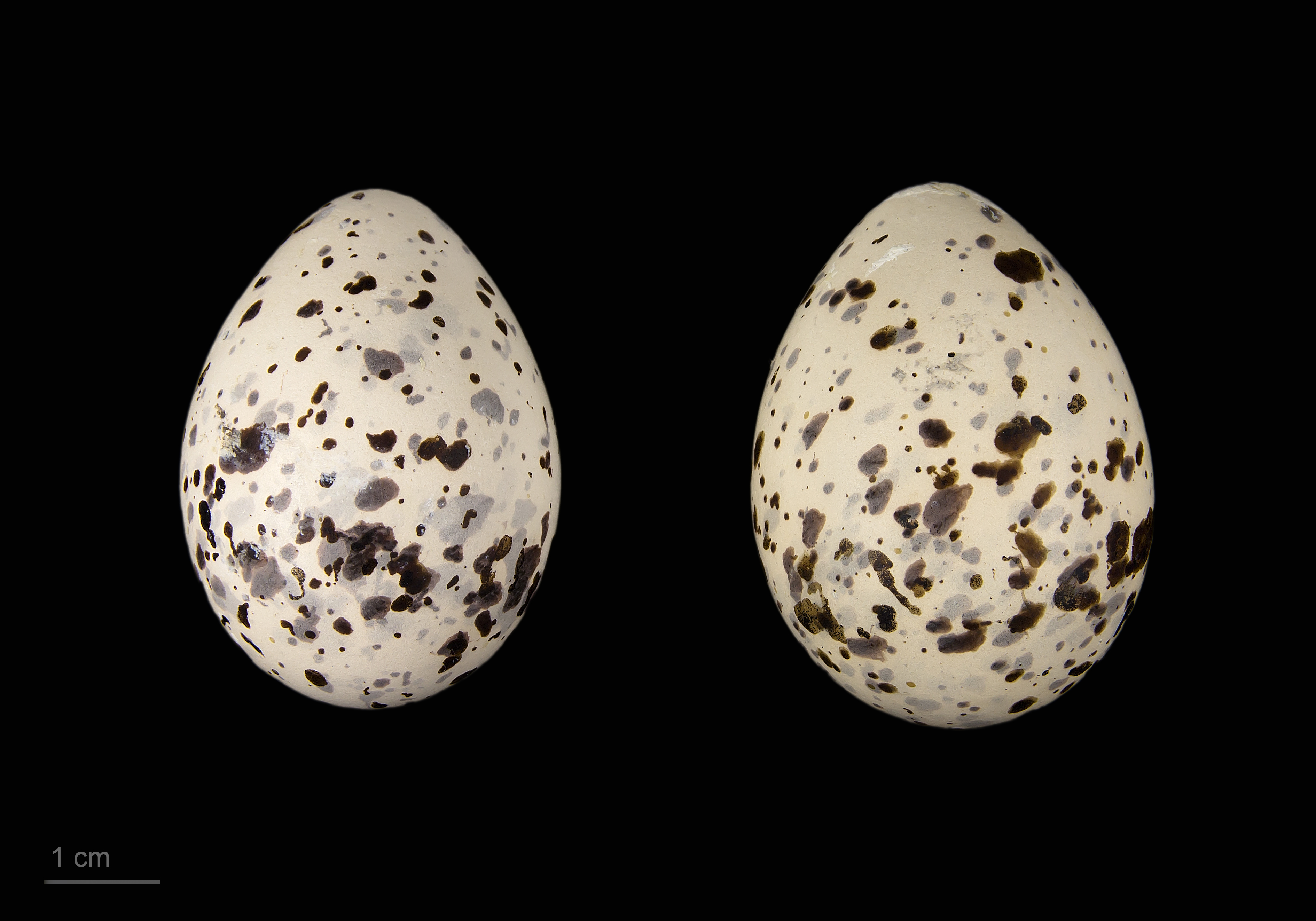
яйцо Sterna sumatrana - Тулузский музеум

Светлая крачка, или темнозатылочная крачка (лат. Sterna sumatrana), — вид морских птиц из семейства чайковых (Laridae).

## Описание
Светлая крачка длиной от 34 до 37 см, размах крыльев составляет примерно 60 см. Оперение верхней части тела имеет светло-серый окрас. Нижняя часть тела белая, иногда с розоватым оттенком. Чёрный затылок и полоса, проходящая через глаза, выделяются на фоне белой головы и шеи. Клюв чёрный с жёлтой вершиной, ноги чёрные. Белый хвост вилочковый, средние рулевые перья серые.
Оперение молодых птиц с полосами серовато-коричневого цвета, верх их головы покрыт крапинами серо-бурого цвета с чёрным пятном на затылке. Маховые перья серые с белой каймой. Клюв жёлтый, ноги жёлто-коричневые.

## Распространение
Светлая крачка обитает преимущественно на тропических островах. Она предпочитает лагуны, редко встречаясь на материке. В Индийском океане гнездовые колонии имеются на Коморских, Мальдивских и Сейшельских островах, на архипелаге Чагос. В Юго-Восточной Азии область распространения простирается от побережья Малайского полуострова и Индокитая к северу до южного Китая, на востоке от южных Филиппин до моря Банда. Кроме того, вид гнездится на многочисленных тихоокеанских островах в Микронезии на север до Северных Марианских островов, на восток до островов Кука и на юг до Новой Каледонии. В Австралии вид гнездится на территории Большого Барьерного рифа.